# Tinta de Toro
Tinta de Toro es una variedad española de uva vinífera tinta, autóctona del territorio de la denominación de origen «Toro».
Es una clase de uva tempranillo, cultivada principalmente en la comarca de Toro (Zamora) para variedades de vino. Si bien esta clasificación es discutida por algunos enólogos, el estudio de ADN que en el 2000 realizó el Instituto Madrileño de Investigación Agraria y Alimentaria (iMiDRA) («Caracterización del Banco de Germoplasma de Vid de "El Encín"»), estableció de forma incontrovertible que la «tinta de Toro» es genéticamente uva tempranillo.
Es una "uva noble" de España, de gran finura y muy aromática, que proporciona vinos de gran calidad y prolongado envejecimiento, debido a su escaso nivel oxidativo. Su sabor es muy afrutado y posee un color rubí característico, apreciable sobre todo en los vinos jóvenes. Su nombre varía en función de la zona en donde se desarrolla, motivo por lo que también es conocida como sinónimo del «Tempranillo» o «Tinta fino».

## Origen y extensión
La «Tinta de Toro» es una variedad autóctona de la zona de Toro, de la que apenas se tiene información sobre sus orígenes, aunque se considera que fueron los romanos (210 a. C.) los promotores de la viticultura en la zona, al igual que en el resto de la cuenca del Duero. 
A finales del siglo XIX la plaga de filoxera ocasionó en España una profunda reconversión del cultivo de la vid, pero la variedad «Tinta de Toro» se defendió, hasta el punto de que en la actualidad hay todavía algunas viñas con más de 150 años de antigüedad. En 1990 se realizó una selección clonal por parte de la Junta de Castilla y León. Goza la variedad de certificado de variedad autóctona con características ampelográficas y agronómicas diferenciadas. No obstante, se considera en general que es sinónimo de tempranillo, aclimatada a la zona zamorana.
En la denominación de origen de Toro, y junto a la «Tinta de Toro», también se cultivan otras variedades de uva como la Malvasía, Garnacha y Verdejo. Sin embargo, cerca de 5.153,38 ha de las 5.718,39 ha plantadas son de Tinta de Toro, es decir, el 90% de la superficie productiva. En 2011, el territorio de la denominación de origen produjo un total de 18.952.524 kg de uva, de los que 17.201.601 kg fueron de Tinta de Toro, es decir, un 90% del total producido.

## Características

Localización de la zona de producción preferente de la Tinta de Toro.

La Tinta de Toro es la uva preferente de la denominación de origen Toro. Es considerada una variedad autóctona, con características ampelográficas semejantes a las del tempranillo o Tinto Fino, pero que al haber sido enclavada durante siglos en una zona específica, se identifica con un nombre y personalidad propia, diferenciándola de sus semejantes.
La planta es vigorosa y de maduración temprana, por lo que se ve poco afectada por las heladas propias de la zona en el periodo final de maduración. Además es sensible a la sequía y a las enfermedades. Los racimos son compactos y de tamaño medio, formados por bayas de porte mediano, forma redonda y color negro-azulado. Suele utilizarse sin asociarla a otras variedades, pero su baja acidez hace que ocasionalmente pueda ser asociada a la Graciano, Mazuela y Garnacha.

- Color: uva tinta
- Empleo principal: vinificación
- Extensión: D.O. Toro.
- Porte de la cepa: semi-erguido.
- Pámpanos: de contorno continuo, sin vellosidad y de coloración laminada intercalando tonos granates y verdes.
- Zarcillos: distribución de pares discontinuos, de longitud media, bi o trifurcados.
- Hojas: de tamaño medio, pentagonal con cinco lóbulos y cinco senos bien definidos, de color verde intenso con brillo mate. Cuando finaliza el ciclo de maduración de la uva aparecen hojas cárdenas intercaladas.
- Envés de la hoja: nerviaciones principales blanquecinas, con pelos y bien definidas, también vellosas. En su conjunto el envés presenta una vellosidad arañosa, con una densidad de pelos media y de aspecto flexuoso, con el roce originan lanosidad.
- Dientes de las hojas: rectilíneos largos y no muy numerosos.
- Seno peciolar: con bordes superpuestos
- Senos laterales superiores e inferiores
- Peciolo de las hojas: de coloración laminada entre verde y el rosáceo con tenue vellosidad
- Limbo: ondulado
- Racimos: cilíndricos largos y con hombros
- Uvas: esféricas con ombligo aplastado de tamaño medio, de color azul negruzco, con pulpa incolora y hollejos finos. En la maduración aparecen venas coloreadas en la pulpa.
- Pepitas: normalmente nos encontramos con dos o tres pepitas de tamaño medio-grande.

Características de la variedad Tinta de Toro según la Denominación de Origen Toro

## Vinos
La Tinta de Toro es la base de la elaboración de los vinos tintos y rosados milenarios, exclusiva del territorio asociado a la denominación de origen de Toro. Es capaz de producir vinos de destacada calidad, tanto en vinos jóvenes como en crianzas y reservas. Los vinos a los que da lugar, se caracterizan por regla general por ser equilibrados, alcohólicos, ligeramente ácidos, de color rubí intenso y con un suave aroma a fresas y frutos silvestres.